# Fábio Fortes
Fábio Fortes Moreira (sinh ngày 8 tháng 3 năm 1992 ở Lisbon) là một cầu thủ bóng đá người Bồ Đào Nha thi đấu cho F.C. Penafiel ở vị trí tiền đạo.